# شاكور ستيفنسون
شاكور ستيفنسون (بالإنجليزية: Shakur Stevenson) (مواليد 28 يونيو 1997) هو ملاكم أمريكي، مثّل بلاده في الألعاب الأولمبية الصيفية 2016 وحقق الميدالية الفضية في فئة وزن البانتام.

## روابط خارجية
شاكور ستيفنسون على موقع بوكس ريك (الإنجليزية) (registration required)
- شاكور ستيفنسون على موقع اللجنة الأولمبية الدولية (الإنجليزية)
- شاكور ستيفنسون على موقع أوليمبيديا (الإنجليزية)
- شاكور ستيفنسون على موقع اللجنة الأولمبية والبارالمبية الأمريكية (الإنجليزية)